# جاكوب فوكس
جاكوب فوكس (بالإنجليزية: Jacob Fox) هو رياضياتي أمريكي، ولد في 1984 في رحوفوت في إسرائيل.